# Mnia gracilis
Espèce
Mnia gracilis est une espèce de coléoptères de la famille des Staphylinidae et de la sous-famille des Pselaphinae.

## Répartition et habitat
Cette espèce est décrite de Bornéo en Indonésie.